# Схід (станція метро)
53°56′04″ пн. ш. 27°39′03″ сх. д. / 53.93444° пн. ш. 27.65083° сх. д.
Схід (біл. Усхо́д) — станція Московської лінії Мінського метрополітену. Розташована між станціями «Московська» і «Борисовський тракт». Односклепінна станція, відкрита 31 грудня 1986 року у складі другої черги. До 7 листопада 2007 року станція була кінцевою. На станції заставлено тактильне покриття.

## Конструкція станції
Односклепінна мілкого закладення (глибина закладення — 9 м) з однією острівною платформою.

## Колійний розвиток
За станцією в бік «Борисівського тракту» розташовувся з'їзд. Після продовження лінії в 2007 році його було розібрано.

## Виходи
Виходи зі станції ведуть до великого мікрорайону «Схід-1» та нової будівлі Національної бібліотеки Білорусі.

## Оздоблення
В основі архітектурно-художнього рішення покладено тема освоєння космосу. Нетрадиційно вирішено весь внутрішній об'єм. Станція - сучасне інженерне спорудження, яка за формою нагадує космічний корабель з вікнами ілюмінаторів.
Художній образ інтер'єру створений на основі єдиного архітектурного елемента, виконаного зі збірного залізобетону у вигляді пелюстки квітки. Подовжений козирок на коліній стіні платформи є світлозахисним елементом і одночасно екраном світлового потоку, який спрямований на склепіння стелі. Естетичний вигляд станції укладено в м'якості ліній всього об'єму і його індивідуальних архітектурних елементів. Гарна освітленість, з'єднання білого склепіння стелі з темно-червоним гранітним облицюванням колійних стін і написів, виконаних у золотих кольорах, створюють враження легкості і простору.

## Пересадки
- Автобус: 25, 27, 34, 64, 80, 89э, 91, 95, 113с, 145с, 165;
- Тб: 41, 42

## Галерея

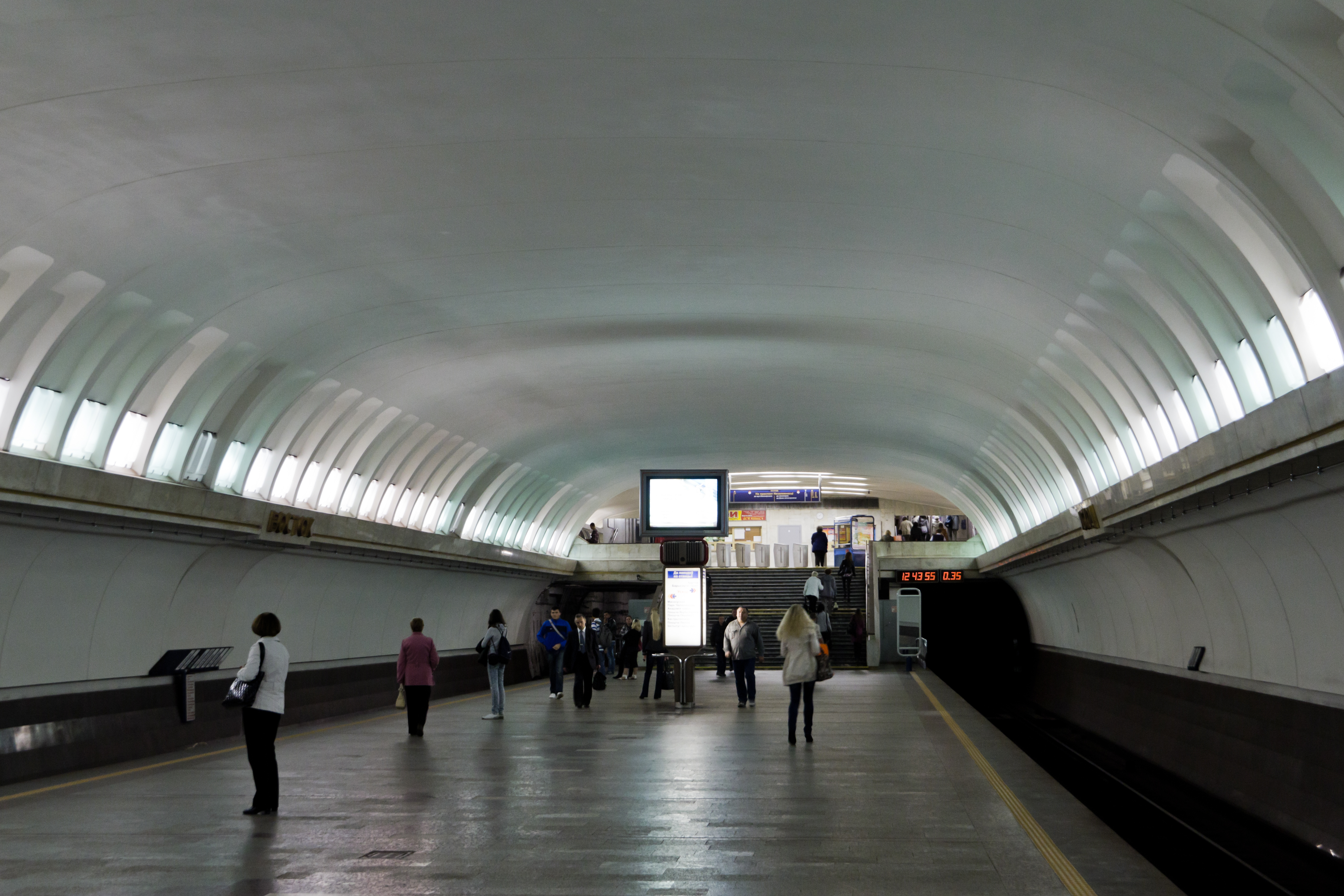
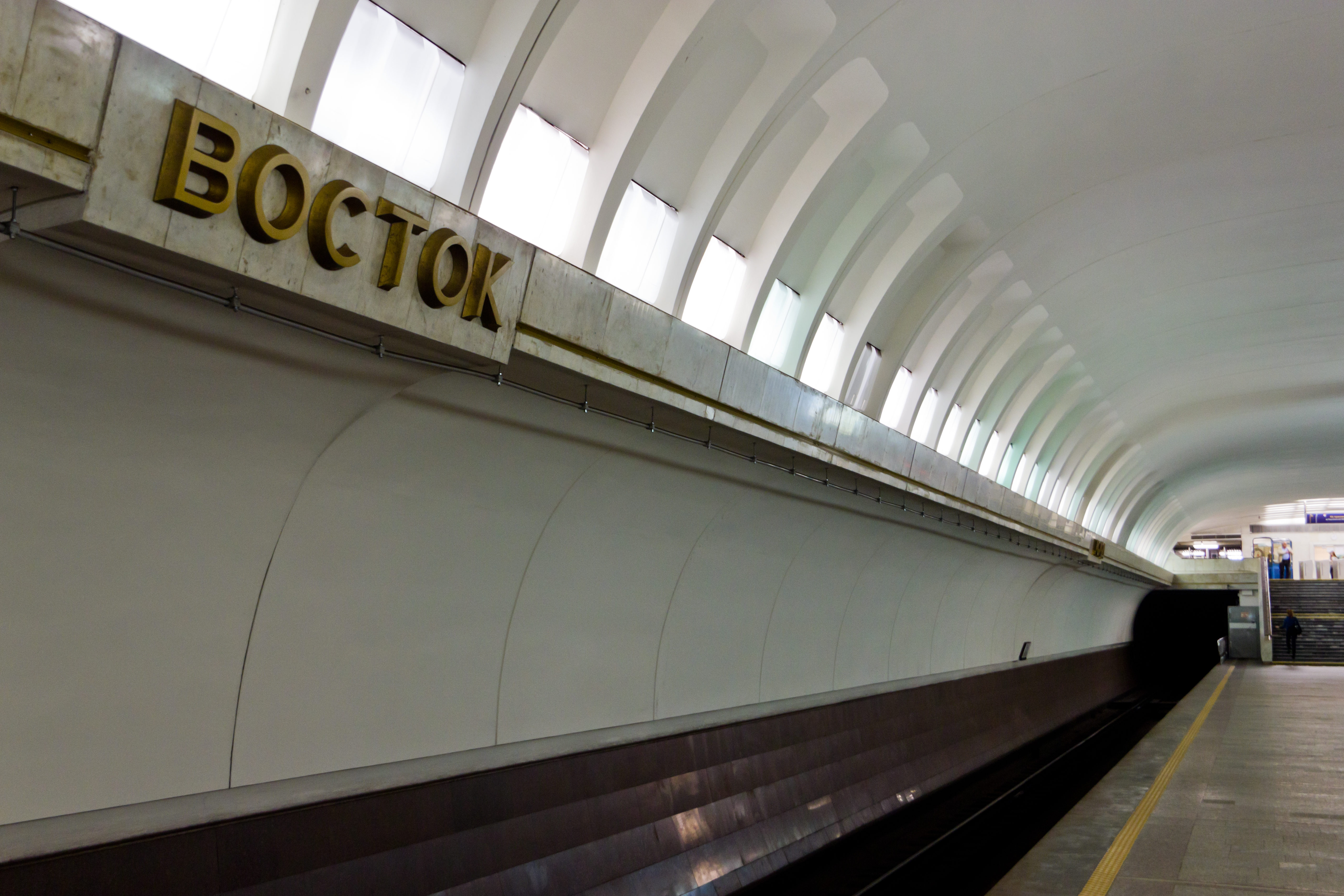
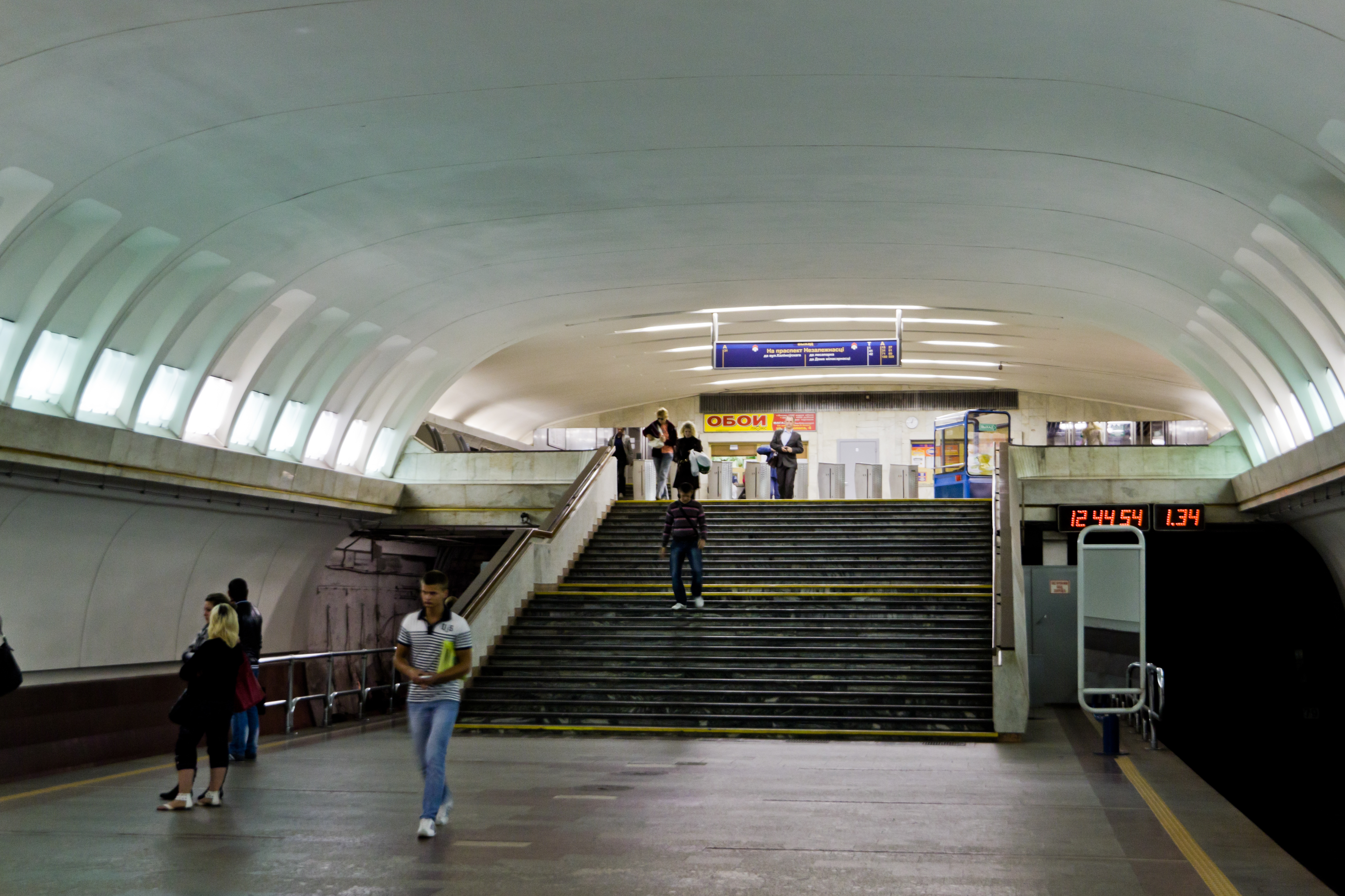